# هدية (فلم)
هدية، فيلم مصري من إنتاج عام 1947، من إخراج محمود ذو الفقار، بطولة عزيزة أمير، محمود ذو الفقار.

## قصة الفيلم
عادل تربى تربية عالية، خطب فتاة من الطبقة الراقية، لكنه يجد أن اخلاقها لا تتفق مع أخلاقه، فأمها عصرية جداً وكذلك ابنتها هدية التي تؤمن بالحرية وانتمائها إلى النوادى والصحبة العاطلة على عكس أخيها المثقف الذي يرى في احترام الفتاة للتقاليد جمال لها . تختار الأم والشقيقة فتاة عصرية لتكون زوجة للشقيق، إلا أنه يرفض هذا الزواج ويبحث عن المرأة التي يريد أن يتزوجها بنفسه، حتى يلتقيها مصادفة، فتاة صعيدية محتشمة تحترم التقاليد والأخلاق فيتزوجها، مما يثير حنق الأم والأخت عليه فتسيئان معاملة زوجته بل ويعاملانها على أنها متخلفة رجعية، وتصبر الزوجة حتى تكتشف ان شقيقة زوجها على علاقة غير شرعية بأحد أصدقائه ويحدث التباس في الأمر ويظن الزوج أن زوجته تخونه مع هذا الصديق وتصمت الزوجة ولا تدافع عن نفسها حماية للشقيقة حتى يصل الأمر إلى أن يطلق الشاب.

## الممثلون
- عزيزة أمير
- محمود ذو الفقار
- محمود شكوكو
- نجاة الصغيرة
- صلاح نظمي
- أحمد علام
- فردوس محمد
- إحسان شريف

## وصلات خارجية
- مقالات تستعمل روابط فنية بلا صلة مع ويكي بيانات
- صفحة الفيلم على موقع السينما